# Gorham Getchell
Charles Gorham Getchell (Abington, Pensilvania; 14 de agosto de 1920- Manhattan Beach, California; 7 de julio de 1980) fue un jugador de baloncesto y de fútbol americano estadounidense que disputó una temporada en la BAA, dos más en la ABL y una en la AAFC como jugador de fútbol. Con 1,93 metros de estatura, jugaba en la posición de pívot.

## Trayectoria deportiva

### Universidad
Jugó durante su etapa universitaria en los Owls de la Universidad de Temple, siendo junto a Jerry Rullo y Angelo Musi los primeros jugadores de dicha institución en llegar a jugar en la BAA o la NBA.

### Profesional
En 1946 fichó por los Pittsburgh Ironmen de la recién creada BAA, con los que disputó 16 partidos, en la que promedió 0,3 puntos. Tras ser cortado por los Ironmen, fichó por los Trenton Tigers de la ABL, donde en su primera temporada fue el mejor anotador de su equipo, promediando 9,8 puntos por partido. Jugó una temporada más en los Tigers, y otra en los Philadelphia Sphas antes de retirarse.

#### Estadísticas en la BAA

##### Temporada regular
| Temporada | Edad | Equipo             | Liga | Pos. | P  | TIT | MIN | TC  | TCA | %TC  | 3P | 3PA | %3P | TL  | TLA | %TL   | R.OF. | R.DEF. | REB | ASIS | ROB | TAP | PER | FP  | PTS |
| 1946-47   | 26   | Pittsburgh Ironmen | BAA  |      | 16 |     |     | 0.0 | 0.5 | .000 |    |     |     | 0.3 | 0.3 | 1.000 |       |        |     | 0.0  |     |     |     | 0.3 | 0.3 |
| Total     |      |                    | BAA  |      | 16 |     |     | 0.0 | 0.5 | .000 |    |     |     | 0.3 | 0.3 | 1.000 |       |        |     | 0.0  |     |     |     | 0.3 | 0.3 |

### Fútbol americano
Jugó en 1947 ocho partidos con los Baltimore Colts de la All-America Football Conference.